# Port lotniczy Princess Juliana
Międzynarodowy Port Lotniczy Juliana (IATA: SXM, ICAO: TNCM; ang. Princess Juliana International Airport) – główne lotnisko pasażerskie na karaibskiej wyspie Sint Maarten.
Lotnisko to znajduje się w holenderskiej części wyspy. Jest to jedno z dwóch lotnisk pasażerskich na wyspie, jednakże znajdujące się we francuskiej części wyspy lotnisko Aerodrome de L'esperance jest małym lokalnym lotniskiem, zdolnym do przyjmowania wyłącznie małych samolotów prywatnych oraz obsługi ruchu lokalnego wyspy. Z tego względu Princess Juliana International Airport jest jedynym lotniskiem wyspy o zasięgu międzynarodowym: posiada terminal pasażerski, obsługuje lotnicze cargo.
W 2015 roku lotnisko obsłużyło 1 829 543 pasażerów, oraz wykonało około 84 000 operacji lotniczych. Port lotniczy jest hubem operacyjnym dla Windward Island Airways. Lotnisko zostało nazwane na cześć Królowej Juliany - ówczesnej Królowej Holandii, która wylądowała na tymże lotnisku w 1944r., rok po otwarciu portu lotniczego.
Charakterystycznym elementem lotniska, co czyni je wyjątkowym w skali świata, jest jego lokalizacja. Pas startowy po obu stronach jest oddzielony od wody zaledwie kilkudziesięciometrowym pasem plaży. Od strony zachodniej – od wód Atlantyku, a od strony wschodniej – od wód zatoki Simpson Bay. Od strony zachodniej znajduje się słynny wśród fanów lotnictwa punkt, gdzie zbierają się entuzjaści z całego świata, by obserwować i fotografować samoloty podchodzące do lądowania na wysokości 10-20 metrów nad ziemią. Lotnisko zostało uszkodzone przez przechodzący nad Karaibami, Huragan Irma.

## Linie lotnicze i połączenia
| Linia lotnicza             | Kierunek |
| -------------------------- | --- |
| Air Canada                 | Sezonowo: 1. Toronto-Pearson |
| Air Caraïbes               | Sezonowo: 1. Paryż-Orly 2. Pointe-à-Pitre |
| Air Century                | 1. Santo Domingo–La Isabela |
| Air France                 | 1. Paryż-Charles de Gaulle |
| Air Transat                | Sezonowo: 1. Montreal-Trudeau 2. Toronto-Pearson |
| American Airlines          | 1. Charlotte 2. Miami 3. Filadelfia Sezonowo: 1. Dallas-Fort Worth 2. Nowy Jork-JFK |
| Anguilla Air Services      | 1. Anguilla |
| Arajet                     | 1. Santo Domingo–Las Américas |
| Caribbean Airlines         | 1. Barbados 2. Kingston-Norman Manley 3. Port-of-Spain |
| Coastal Air                | 1. Anguilla 2. Canefield 3. Nevis 4. Saint Croix 5. Sint Eustatius |
| Copa Airlines              | 1. Panama |
| Delta Air Lines            | 1. Atlanta 2. Nowy Jork-JFK |
| Fly All Ways               | Sezonowe czartery: 1. Paramaribo |
| Frontier Airlines          | Sezonowo: 1. Orlando |
| InterCaribbean Airways     | 1. Tortola |
| Jetair Caribbean           | 1. Curaçao |
| JetBlue Airways            | 1. Fort Lauderdale 2. Nowy Jork-JFK Sezonowo: 1. Boston |
| KLM                        | 1. Amsterdam |
| La Compagnie               | Sezonowe czartery: 1. Newark (od 26 listopada 2023) |
| Silver Airways             | 1. San Juan |
| Sky High Aviation Services | 1. Santo Domingo–Las Américas |
| Spirit Airlines            | 1. Fort Lauderdale |
| St Barth Commuter          | 1. Saint-Barthélemy |
| Sun Country Airlines       | Sezonowo: 1. Minneapolis-St. Paul (od 13 stycznia 2024) |
| Sunwing Airlines           | 1. Toronto-Pearson Sezonowo: 1. Montreal-Trudeau |
| Trans Anguilla Airways     | 1. Anguilla |
| United Airlines            | 1. Newark Sezonowo: 1. Chicago-O’Hare 2. Waszyngton-Dulles |
| West Indies Helicopters    | 1. Saint-Barthélemy 2. Saint-Martin |
| WestJet                    | 1. Toronto-Pearson |
| Winair                     | 1. Antigua 2. Aruba 3. Bonaire 4. Curaçao 5. Canefield 6. Dominika-Douglas–Charles 7. Nevis 8. Pointe-à-Pitre 9. Port-au-Prince 10. Saba 11. Saint-Barthélemy 12. Sint Eustatius 13. Saint Kitts 14. San Juan 15. Santo Domingo–Las Américas 16. Tortola |